# Yvette Guilbert
Yvette Guilbert (Emma Laure Esther Guilbert) foi uma cantora francesa(Paris, 20 de janeiro de 1865 ou 1867 - Aix-en-Provence, 3 de fevereiro de 1944).

## Carreira
É um dos símbolos da Belle Époque. Alcançou grande sucesso como cantora de variedades e foi imortalizada em várias ocasiões pelo pintor Henri de Toulouse-Lautrec, como antes, ele tinha feito com Jane Avril e La Goulue.
Sua estreia no Théâtre des Variétés em 1888, depois de cantar no Club Eldorado para chegar ao famoso cabaré tradicional Moulin Rouge, em 1890.
Entre 1895 e 1897, ela fez turnês nos Estados Unidos, Alemanha e Inglaterra. Durante a era do cinema mudo, ela apareceu em alguns filmes.
Em seus últimos anos, dedicou-se à escrita e em 1932 foi agraciada com a Legião de Honra como Embaixadora da canção francesa.
Guilbert está sepultada no Cemitério do Père-Lachaise, em Paris.

## Filmografia
- Let's Make a Dream (1936) como Une invitée
- Iceland Fisherman (1934) como La Grand-Mère Moan
- The Two Orphans (1933) como La Frochard
- La Dame D'en Face (1932)
- Laissez faire le temps (1932)
- En zinc sec (1931)
- Bluff (1929)
- Le manque de mémoire (1929)
- L'Argent (1928) La Méchain
- Die lachende Grille (1926) como Die alte Fadette
- Faust (1926) como Marthe Schwerdtlein: Gretchens Tante / Marguerite's Aunt
- Los dos pilletes (1924) como Zéphyrine
- An Honorable

## Galeria

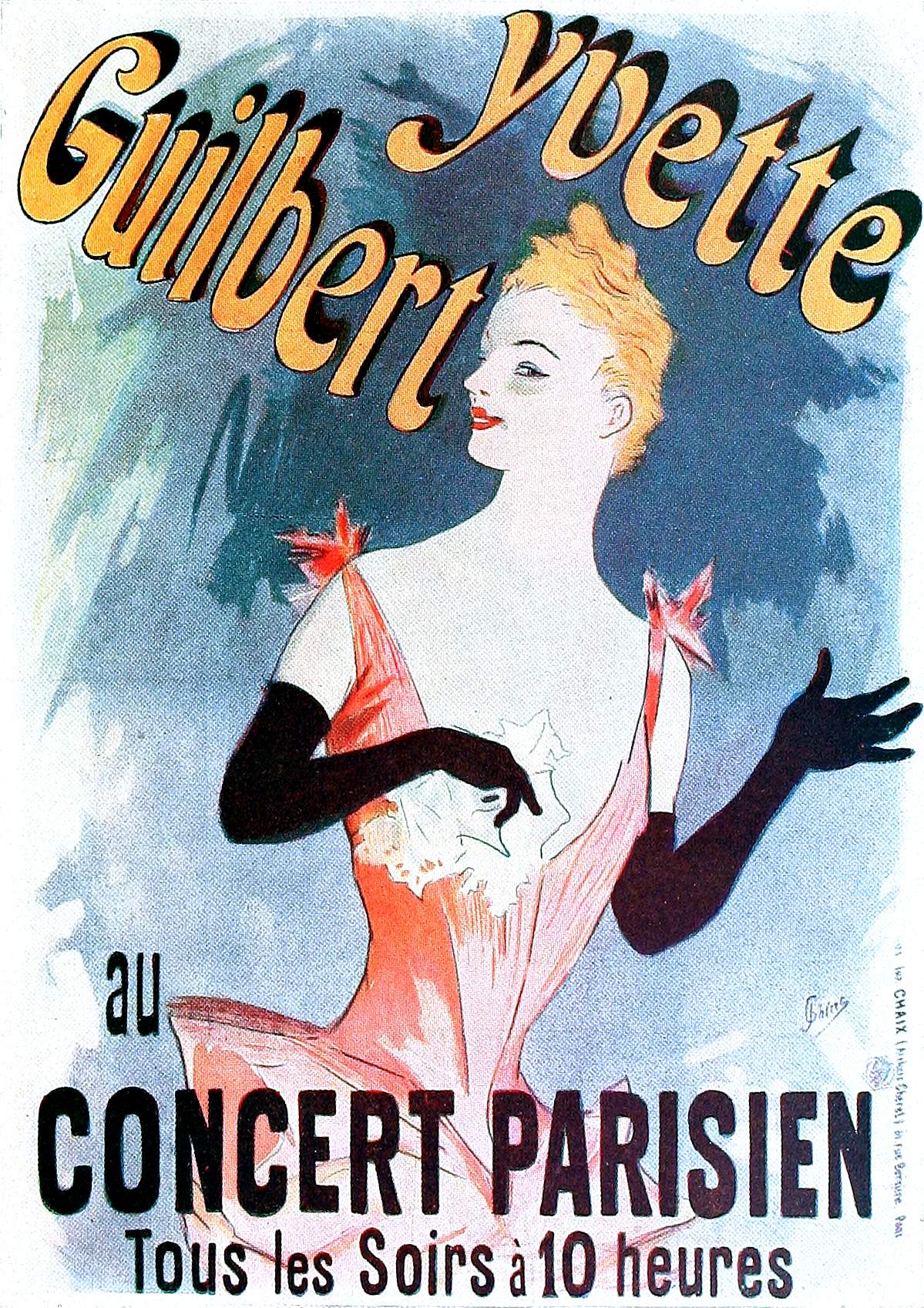
Jules Chéret, Yvette Guilbert, pôster Art Nouveau de 1891 para a famosa chanteuse parisiense
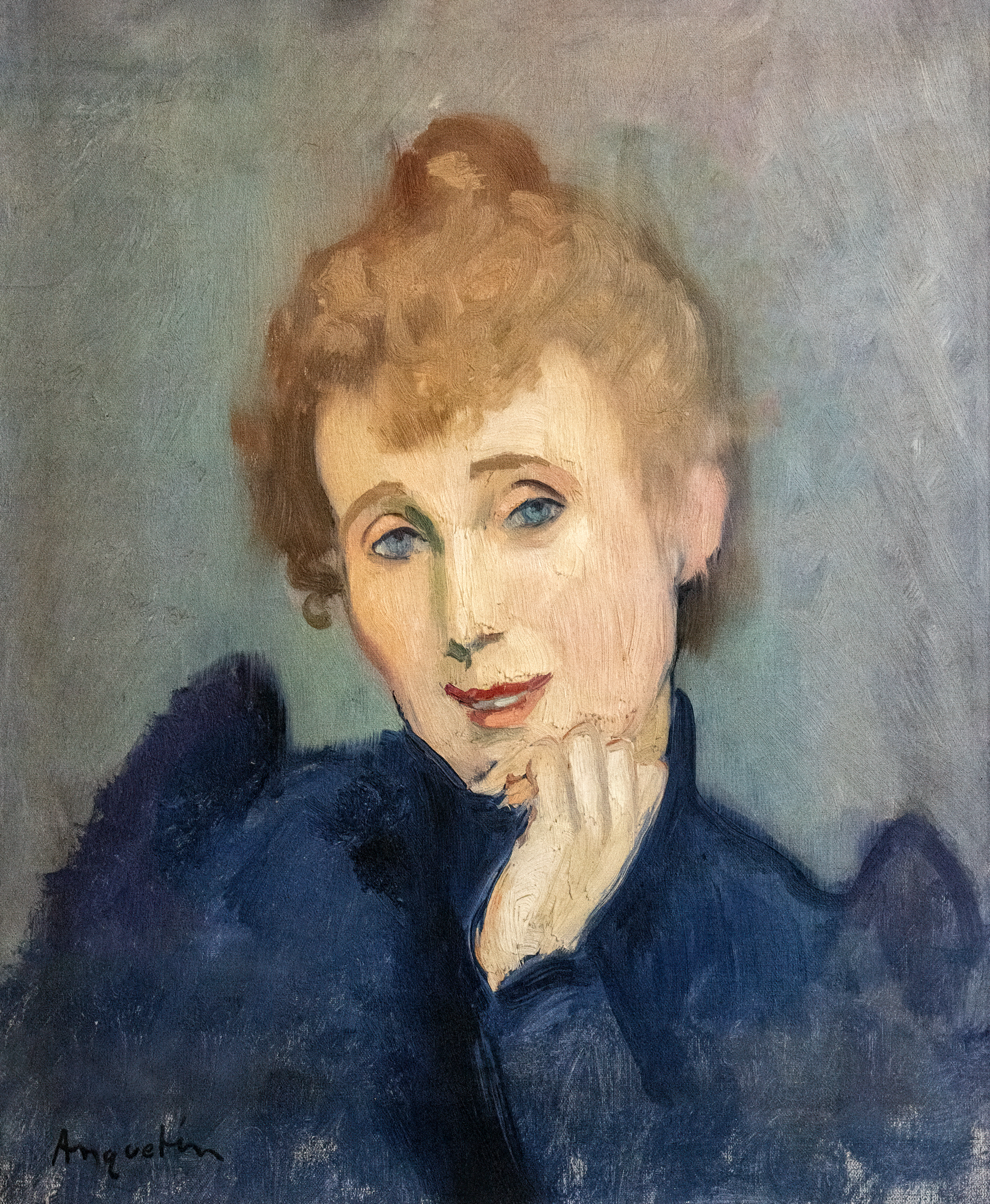
Yvette Guilbert, 1893 Louis Anquetin
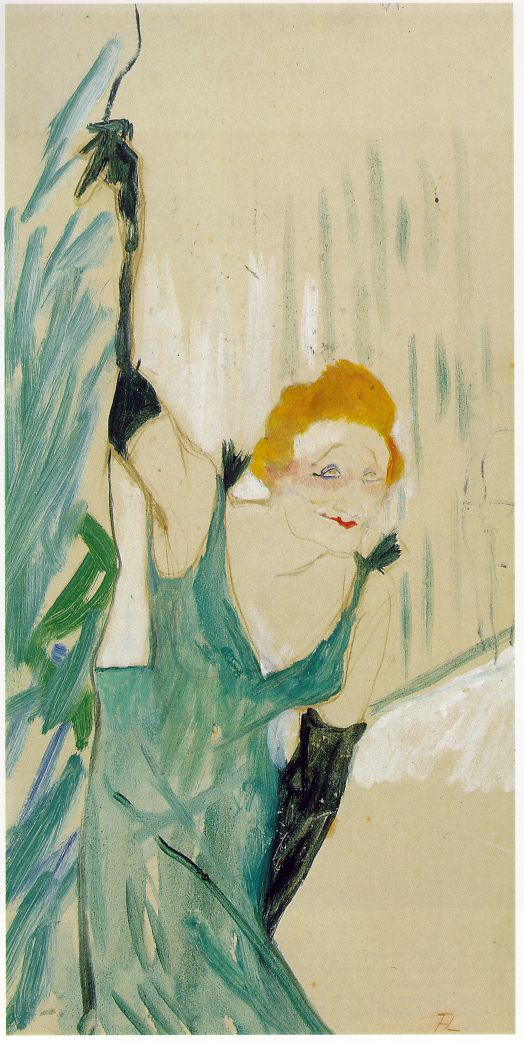
Toulouse-Lautrec, Yvette Guilbert
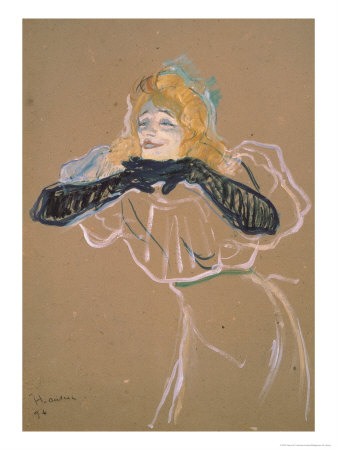
1894: Singing "Linger Longer, Loo"
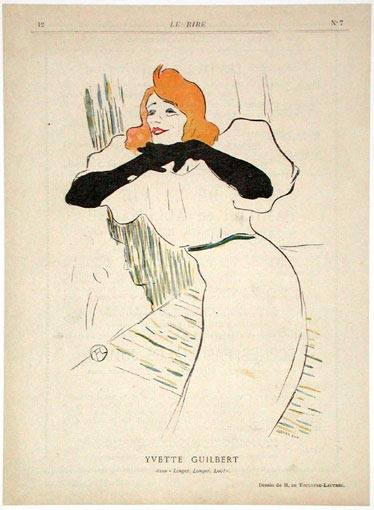
Yvette Guilbert, 1894 de Toulouse-Lautrec